# پنجاه کتاب مقدس کنستانتین

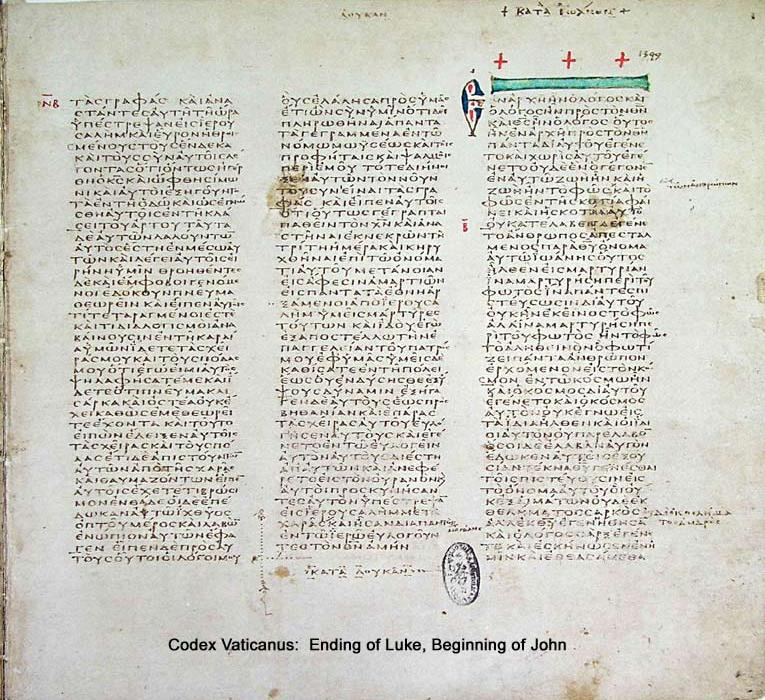
پایان لوقا و آغاز یوحنا در کدکس واتیکانوس، نسخه خطی عهد جدید که با حروف زیبا بر روی پارچه نوشته شده است.

پنجاه کتاب مقدس کنستانتین (انگلیسی: Fifty Bibles of Constantine) کتاب مقدس به زبان یونانی اصلی بود که در سال ۳۳۱ توسط کنستانتین بزرگ و مسیحیت سفارش و توسط یوسبیوس قیصریه تهیه شد.